# In facultativis non datur praescriptio
In facultativis non datur praescriptio (Non è prevista la prescrizione delle sole facoltà) è un brocardo che in campo giuridico indica che nel diritto le "facoltà" di un diritto non hanno esistenza autonoma rispetto al diritto soggettivo. Un esempio: il diritto di proprietà implica una serie di facoltà concesse al titolare del diritto quali: la facoltà accedere al bene, di raccogliere i frutti o di apporre recinzioni. Ovvero tali facoltà non si prescrivono in sé singolarmente, ma si estinguono con l'estinzione del diritto cui si riferiscono (ad esempio cedendo il bene, vengono a cessare tutte le facoltà".